# USATC S100

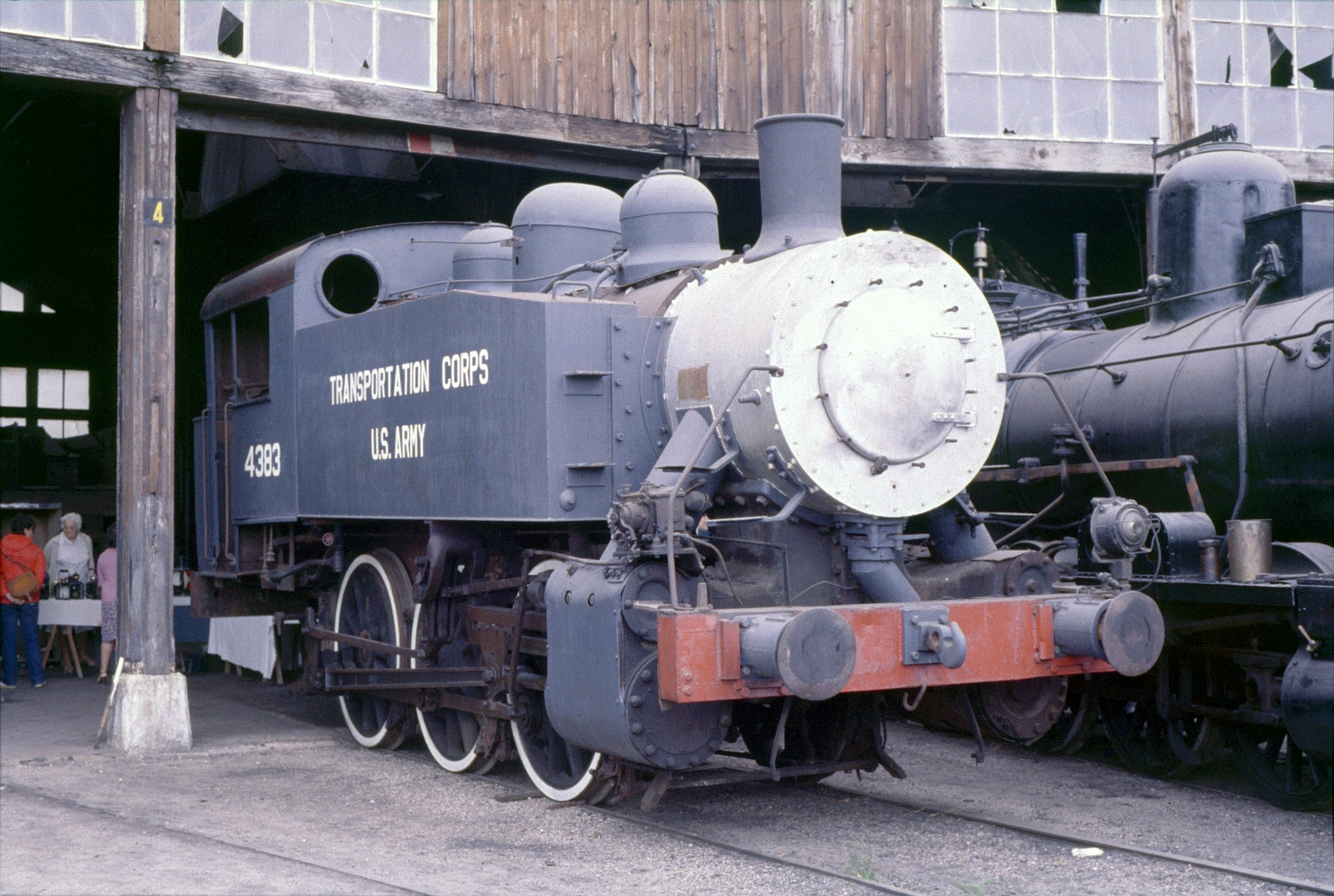
La locomotive USA/TC 4383.

Les  S100 du United States Army Transportation Corps (en) (USATC) étaient des locomotives à vapeur, utilisées par l'armée américaine en Europe et en Afrique du Nord, au cours de la Seconde Guerre mondiale.

## Construction
382 exemplaires de cette locomotive-tender ont été construits sur les directives du colonel Hill de 1942 à 1944, par les firmes suivantes :
- Davenport Locomotive Works (en),
- Vulcan Iron Works (en)
- H. K. Porter (en).

| Constructeurs                   | Numéros de construction | Années | Nombre de locomotives | Numéros USATC           |
| ------------------------------- | ----------------------- | ------ | --------------------- | ----------------------- |
| H. K. Porter (en)               | 7408 – 7422             | 1942   | 15                    | USATC 1252 – USATC 1266 |
| Vulcan Iron Works (en)          | 4365 – 4384             | 1942   | 20                    | USATC 1267 – USATC 1286 |
| Davenport Locomotive Works (en) | 2417 – 2431             | 1942   | 15                    | USATC 1287 – USATC 1301 |
| Davenport Locomotive Works (en) | 2473 – 2487             | 1943   | 15                    | USATC 1302 – USATC 1316 |
| H. K. Porter                    | 7501 – 7512             | 1942   | 12                    | USATC 1387 – USATC 1398 |
| H. K. Porter                    | 7513 – 7550             | 1943   | 38                    | USATC 1399 – USATC 1436 |
| Davenport Locomotive Works      | 2492 – 2516             | 1943   | 25                    | USATC 1927 – USATC 1951 |
| Vulcan Iron Works               | 4425 – 4474             | 1943   | 50                    | USATC 1952 – USATC 2001 |
| Vulcan Iron Works               | 4475 – 4503             | 1943   | 29                    | USATC 4313 – USATC 4341 |
| Davenport Locomotive Works      | 2521 – 2550             | 1943   | 30                    | USATC 4372 – USATC 4401 |
| H. K. Porter                    | 7460 – 7468             | 1942   | 9                     | USATC 5000 – USATC 5008 |
| H. K. Porter                    | 7483 – 7489             | 1942   | 7                     | USATC 5009 – USATC 5015 |
| H. K. Porter                    | 7490 – 7501             | 1943   | 12                    | USATC 5016 – USATC 5027 |
| H. K. Porter                    | 7571 – 7600             | 1943   | 30                    | USATC 5028 – USATC 5057 |
| H. K. Porter                    | 7616 – 7618             | 1943   | 3                     | USATC 5058 – USATC 5060 |
| Davenport Locomotive Works      | 2589 – 2591             | 1943   | 3                     | USATC 6000 – USATC 6002 |
| Davenport Locomotive Works      | 2592 – 2612             | 1944   | 21                    | USATC 6003 – USATC 6023 |
| H. K. Porter                    | 7660 – 7683             | 1944   | 24                    | USATC 6080 – USATC 6103 |
| Vulcan Iron Works               | 4530 – 4553             | 1944   | 24                    | USATC 6160 – USATC 6183 |

## Répartition
Après la guerre, elles ont été utilisées par diverses compagnies de chemin de fer dans le monde, notamment en Autriche, en Angleterre, en Grèce, en Yougoslavie, en Iran, en Chine, etc.
En Europe, leurs numérotations furent par exemple :
- Angleterre : Southern Railway SR 61–74 puis British Rail BR 30061–30074
- Autriche : ÖBB 989.01–05, 101–103, 201–202
- France : SNCF 030 TU 1–77
- Grèce : OSE Da 51–70
- Italie : FS 831.001–004
- Yougoslavie : JDŽ 62.001–129

La Société nationale des chemins de fer français avait 77 locomotives de ce type codifiées 030 TU. La régie départementale des chemins de fer et tramways électriques des Bouches-du-Rhône achète trois locomotives numérotées 40 à 42.
Trente locomotives équipées de la chauffe au fioul, seront utilisées pendant la guerre par les Middle East Forces de l'armée anglaise (MEF) en Irak, en Palestine et en Égypte.
Quelques unités restèrent sur le sol américain pour être utilisées sur des sites militaires.